# B'z LIVE-GYM 2005 -CIRCLE OF ROCK-
《B'z LIVE-GYM 2005 -CIRCLE OF ROCK-》，是日本樂團B'z的第17張LIVE作品映像化(第15張DVD)。

## 簡介
- 紀念B'z出道25周年，所發行連續3場未發表演唱會的第二場。
- 此次Live-GYM為B'z出道以來第一次使用圓形舞台。
- 演唱會唱到juice時，圓形舞台外側以20KM/h的速度旋轉，稻葉站在上面唱歌在當時成為討論的話題。

## 收錄會場
大阪巨蛋

## 演奏
團員
- 松本孝弘:吉他，製作人
- 稻葉浩志:主唱

支援樂手
- 增田隆宣:電子琴
- 大田紳一郎:吉他，合聲
- 德永曉人:貝斯，合聲
- Shane Gaalaas:鼓

## 收錄內容
DISC1
1. X
2. パルス
3. Fever
4. イカロス
5. アクアブルー
6. 睡蓮
7. Mannequin Village
8. 哀しきdreamer
9. BLACK AND WHITE
10. ALONE
11. 今夜月の見える丘に

DISC2
1. Happy Birthday
2. love me, I love you
3. ねがい
4. juice
5. IT'S SHOWTIME!!
6. 愛のバクダン
7. OCEAN
8. BANZAI
9. ultra soul